# Ventrivomer ancyrophorus
Ventrivomer ancyrophorus is een hooiwagen uit de familie Cranaidae.